# Amanda Lear
Amanda Lear (Saigon, 1939, 1941, 1946 vagy 1950)  francia énekesnő, az 1970-es évek európai diszkókirálynője, televíziós személyiség és modell.  Jellegzetesen mély, kissé férfias színezetű hangja miatt egy időben azt pletykálták róla, hogy valójában férfi. Az 1980-as évekre népszerűsége kissé megfakult és ezzel összefüggésben gyakran lehetett hallani festői ambícióiról. (Egyszer még azt is nyilatkozta, hogy zárdába vonul.) Az énekléssel azonban soha nem hagyott fel. Az 1990-es években feltámadt nosztalgiahullám jegyében iránta is újra megnőtt az érdeklődés, de már sokkal kevésbé, mint fénykorában. Túl énekesi pályája csúcsán, több ízben járt Magyarországon is.

## Pályafutása

### Salvador Dalí modellje

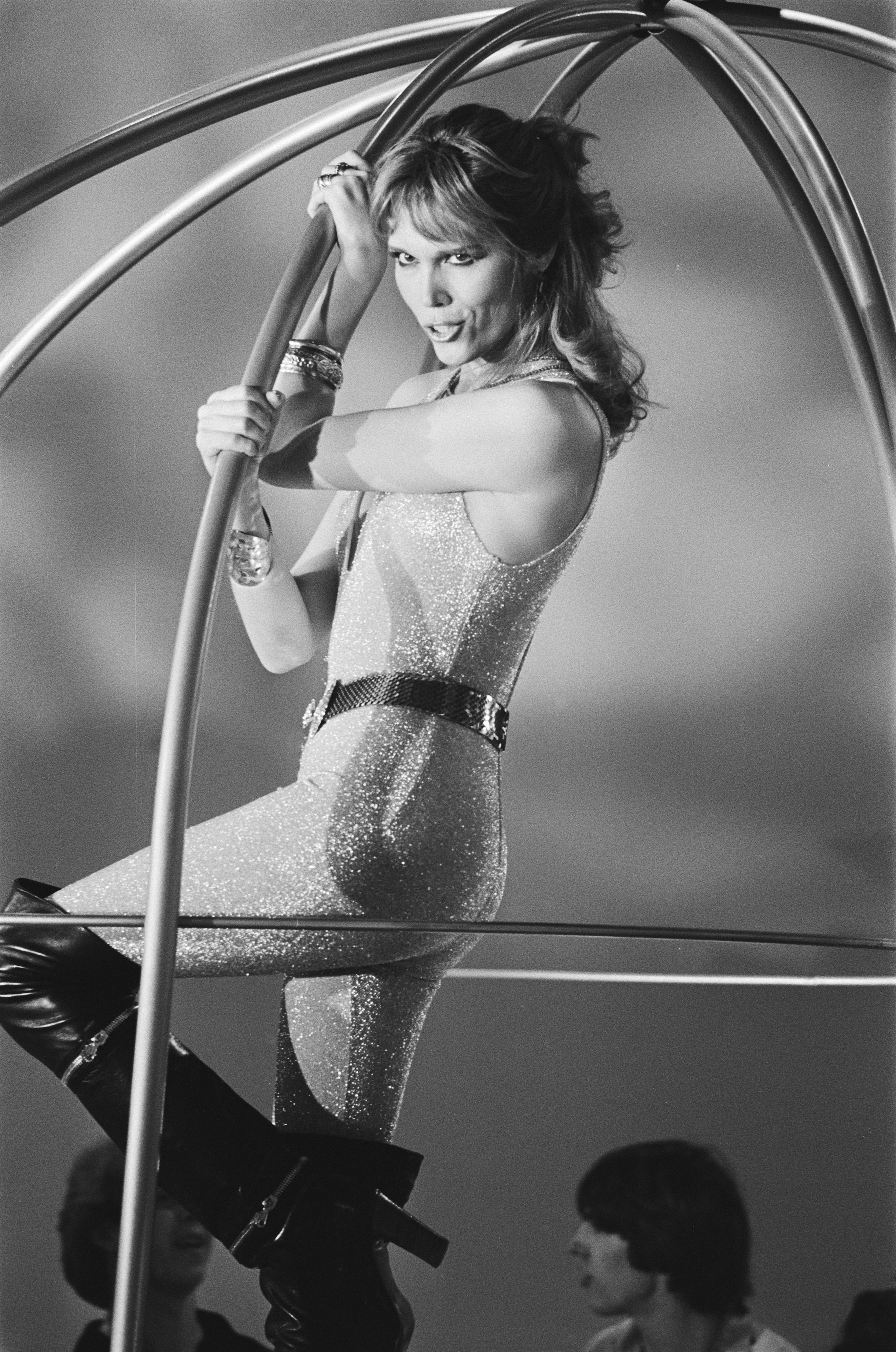
1978-ban egy hollandiai tévés disco showban

Amanda Lear édesapja francia–angol, édesanyja orosz származású. A gyermek Amanda Franciaországban és Svájcban nevelkedett. Mire nagykorú lett, az angol és a francia mellett elsajátította a német, az olasz és a spanyol nyelvet. Élénken érdeklődött a művészetek iránt: előbb Párizsban, majd Londonban tanult festőművészetet. Fiatal lányként természetesen nem vetette meg a szórakozást sem, egzotikus megjelenésének köszönhetően a londoni éjszakai klubélet kedvelt alakja lett. Közeli kapcsolatba került a Rolling Stones fiatalon elhunyt tagjával, Brian Jonesszal is. Londonban figyelt fel rá Catherine Harlé, egy neves modellügynökség vezetője. Amanda 1965-ben visszatért Párizsba, ahol modellként kezdett dolgozni. Találkozott a világhírű festőművésszel, Salvador Dalíval, aki felkérte, hogy legyen állandó modellje. Munkakapcsolatuk mintegy másfél évtizedig tartott. Dalí volt az, aki a reklám érdekében később elterjesztette múzsájáról, hogy valójában férfi. (Ezt persze – ugyancsak reklámcéllal – Amanda számos aktfotósorozattal igyekezett cáfolni.) 1973-ban Amanda volt a modell a Roxy Music For Your Pleasure című lemezének borítóján. Az együttes énekesével, Bryan Ferryvel olyan szoros kapcsolatba került, hogy eljegyezték egymást, de végül nem házasodtak össze. Ezt követően David Bowie-val esett szerelembe, aki arra biztatta, hogy próbálkozzon meg az énekléssel.

### Az első sikerek
Amanda 1975-ben készítette első kislemezét: Elvis Presley Trouble című felvételét dolgozta fel, ám a korong nem lett sikeres. Valószínűleg azért, mert akkoriban Európában is tombolt a diszkóláz, ám a Trouble nem diszkólemez volt. Amanda ugyanis akkoriban még rockénekesnő szeretett volna lenni, a kislemez pedig ebbéli ambícióját tükrözte. Kiadója, a nyugatnémet Ariola azt javasolta, hogy próbálkozzon a világszerte fénykorát élő diszkózenével. A siker érdekében az énekesnőt összehozták Anthony Monn zeneszerzővel, akivel megkezdték egy nagylemez felvételeit a cég müncheni stúdiójában. Az LP-t beharangozó kislemez, a La Bagarre  ugyan szintén nem sok vizet zavart, ám a harmadik kislemez, a Blood and Honey már meghozta a remélt áttörést a diszkózene frontján. Amanda 1977-es bemutatkozó albuma, az I Am a Photograph Európa-szerte óriási sikert aratott: az énekesnő egy csapásra a vén kontinens diszkókirálynője, „Lear királynő” lett. Következő kislemeze, a Queen of Chinatown ugyancsak a slágerlisták csúcsait ostromolta. Mivel ez a dal eredetileg nem szerepelt az első albumon, ezért az élelmes üzletemberek gyorsan még egyszer forgalomba hozták a nagylemezt: a kevésbé sikeres La Bagarre-t lecserélték a Queen of Chinatownra. Ez a változtatás bevált, az újra forgalomba hozott LP megint kelendőnek bizonyult.

### A diszkókirálynő
Az 1978-as korong, amely a Sweet Revenge címet kapta, még népszerűbb lett, mint a debütáló lemez. Több mint négymilliót adtak el belőle a világon és 41 országban került fel a hitlistákra. Az album „A” oldala egy folyamatos, 5 felvételből álló kompozíció. Ebből a Follow Me az énekesnő legismertebb slágerének bizonyult, melyet az évek során többféle változatban is elénekelt. További slágerek: Gold, Run Baby Run, Enigma (Give A Bit Of Mmh To Me). 1979-es lemeze, a Never Trust a Pretty Face a legtöbb rajongója szerint Amanda legjobb albuma. A Fashion Pack sodró lendületű sláger, amely a híres New York-i Studio ’54 diszkóról szól. A Lili Marleen a második világháborús, elsősorban Marlene Dietrich előadása révén ismert katonadal diszkózenei átdolgozása. Az LP csúcsslágere a The Sphinx volt. A „B” oldal további meglepetései: Black Holes, a francia nyelven előadott Miroirs és a lírai Dreamer (South Pacific). Amanda 1979-ben a magánéletben is révbe ért, feleségül ment a neves francia énekessztár, Sylvie Vartan produceréhez, Alain Philippe Malagnachoz.

### Az 1980-as évek
Az új évtizedben bealkonyult az eurodisco irányzatának, s ez Amanda karrierjén is meglátszott. Diamonds for Breakfast (1980) című LP-jét elsőként Skandináviában hozták forgalomba, ahol az énekesnő különösen népszerű volt. A siker nem is maradt el, de Európa többi országában a lemez a vártnál mérsékeltebb érdeklődést keltett. Pedig ezen az albumon hallható a sztár egyik legnépszerűbb slágere, a Fabolous (Lover, Love Me), melyet a nyugatnémet tévé Disco, Disco, Disco című emlékezetes élő műsorának fénypontjaként is előadott. Slágernek bizonyult még a Diamonds, illetve néhány országban a Japan és a When is. Ugyanakkor a Diamonds for Breakfast hozta meg Amanda számára a legnagyobb sikert Olaszországban, ahol tévés műsorok vezetésére kérték fel. 1981-es LP-je, az Incognito Nyugat-Európában megbukott, ám a spanyol változat sikeresnek bizonyult Dél-Európában és Dél-Amerikában. 1982-ben Amanda beperelte az Ariola céget, hogy felbonthassa a velük kötött szerződését. Ugyanebben az évben készítette utolsó közös felvételét Anthony Monn-nal: a Fever ismét egy Elvis Presley-dal átirata volt. Noha a diszkókirálynő előtt olyan sztárok énekelték már ugyanezt a dalt, mint a Boney M., Suzi Quatro, később pedig Madonna, máig Amanda verziója a legnépszerűbb.
Az olasz népszerűségnek köszönhetően az énekesnő néhány évig Olaszországban dolgozott. Itt adta ki az Incredebilmente Donna című kislemezt, illetve a Tam Tam című albumot, amely azonban megbukott, s egyben le is zárta az Ariola-korszakot Amanda pályafutásában. 1984-ben a neves olasz rendező, Mauro Bolognini rendezte a diszkódíva Assassino című slágerének videóklipjét. 1985-ös maxija, a No credit card a diszkókban sikeresnek bizonyult. Ugyanebben az évben My Life with Dali (Dali – 15 Jahre mit Salvador Dali) címmel könyvet jelentetett meg a híres festőművésszel töltött viharos évekről. 1987-ben újabb nagylemezt adott ki Secret Passion címmel. A Troggs együttes Wild Thing című felvételének feldolgozását szánták az LP húzóslágerének, ám a dal a vártnál mérsékeltebb sikert aratott. Ráadásul egy autóbaleset megakadályozta, hogy az énekesnő élő fellépésekkel tudja népszerűsíteni a korongot. Az évtized végén Amanda régi slágere, a Follow Me felmelegítésével próbálkozott. Az 1987-es verzió nem keltett különösebb figyelmet, a két évvel későbbi változat viszont újra a diszkók kedvencei közé került, bár a slágerlistákon már nem jutott számottevő pozícióba.

### A '90-es évektől napjainkig

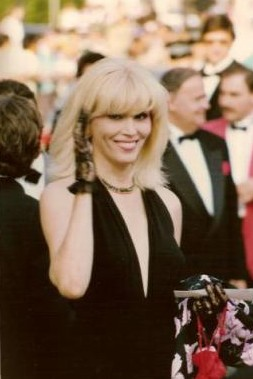
1990-ben a Cannes-i fesztiválon

1993-ban Amanda újabb albumot adott ki Cadavrexquis címmel. Ezen három korábbi slágere is megtalálható új hangszerelésben: Follow Me; Lili Marleen; Fashion Pack. Utóbbinak a szövegét is aktualizálták. Mégsem ezek, hanem egy vadonatúj dal, a Fantasy lett a kedvenc. 12 év után, 1995-ben az énekesnő ismét Münchenben vett fel egy újabb nagylemezt. Az Alter Ego oly nagy sikernek bizonyult, hogy 2 évvel később újra megjelentették. Még 1995-ben Amanda egy nagyszabású párizsi nosztalgiakoncerten lépett fel, többek között a Boney M., Grace Jones és Gloria Gaynor társaságában. 1995. május 5. és 1996. május 6. között az egyik német kereskedelmi adó, az RTL II erotikus magazinműsora, a Peep! vezetését is elvállalta: 39 adásban volt látható.  1998-ban Back In My Arms címmel speciális válogatást adott ki, melyen nagy slágerei hallhatók, zömmel remix változatok formájában.
2000. december 17-én Amandát súlyos csapás érte: szeretett férje bennégett vidéki házukban. A tűz okát nem sikerült tisztázni. Malagnacon kívül egy azonosítatlan férfi tetemét is megtalálták a romok között. A homályos körülmények miatt a rendőrség Amandát is kihallgatta az ügyben. Az életvidám dívát a tragédia sem törte össze: hamarosan ismét nyilvános szerepléseket vállalt, s a pletykasajtó szerint újabb hódolók is feltűntek a láthatáron. A korosodó Amanda az új évezredben is hallat magáról: évente jelennek meg friss felvételei. 2006-ban egyik nagy slágere, a Queen of Chinatown modernizált változatát dobta piacra. 2008 novemberében Amanda Lear a francia tévében bejelentette, hogy 2009 tavaszán megjelenik új lemeze, a Brief Encounters, amely pályafutásának első dupla stúdióalbuma lesz. A lemez visszatérést jelentett Amanda fénykorának hangzásvilágához. Számos érdekes feldolgozás kapott helyet rajta, így például Amanda egykori szerelme, David Bowie két slágerének (Sorrow, This Is Not America) átirata, továbbá Lou Reed Perfect Day, Françoise Hardy Comment te dire adieu és Amy Winehouse Back to Black című slágereinek új, Amanda-féle változatai. Különlegesség a Pet Shop Boys Always on My Mind című slágerének átirata is, hiszen már az eredeti dal is egy 1972-es Elvis Presley-szám feldolgozása. A Doin' Fine című felvétel eredeti hangmintát tartalmaz a Boney M. Daddy Cool című 1976-os slágeréből. A Let the Music Play egy 1977-es Giorgio Moroder-szerzemény , a Suicide Is Painless pedig a M. A. S. H. című film és tévésorozat zenei témájának feldolgozása. (Amanda 2000-ben már elénekelte a From Here to Eternity című Moroder-slágert a szerző tiszteletére készült albumon.) A Brief Encounters albumon összesen 24 felvétel kapott helyet.
Ezt az albumot pár héttel később a Brand New Love Affair című EP követte. 2012-ben újabb, 1989 óta az első stúdióalbummal jelentkezett, ez volt a I Don't Like Disco, amely kizárólag új dalokat tartalmazott, feldolgozásokat egyáltalán nem. Egy 2012-es válogatáslemez (Collection 2006-2012) után 2014 márciusában My Happiness címmel megjelent albuma Elvis Presley előtt tiszteleg, akinek több dalát feldolgozva alapozta Lear meg a hetvenes években zenei karrierjét. 2016-ban Let Me Entertain You címmel jelent meg albuma.

## Érdekességek
- April Ashley, az ismert brit transzszexuális művész önéletrajzi könyvében (April Ashley's Odyssey) azt állította, hogy az 1950-es évek végén együtt lépett fel Amanda Learrel a párizsi Carrousel Clubban. Ashley szerint Amanda akkor még férfi volt, Alain Tappnek hívták, bár műsoraiban a Peki d'Oslo művésznevet használta. Amanda/Alain a társulattal külföldi turnékon is részt vett. Romy Haag, a német transzszexuális sztár 1999-es önéletrajzában (Eine Frau und mehr) lényegében megerősíti Ashley szavait. Haag Peki d'Oslóként találkozott először Amandával, aki az 1970-es évek elején kétszer is fellépett vele éjszakai klubjában, a Chez Romy Haagban. A brit menedzser, Simon Napier-Bell állítása szerint ugyancsak Peki néven, fiúként ismerte meg Leart még Londonban, egy melegbárban. Később lemezt akart készíteni vele. Párizsban azonban már Amandaként látta őt viszont, ezért a tervezett lemez nem készült el és ráadásul Lear akkoriban már Salvador Dalí pártfogása alatt állt.
- A fenti híresztelések alapján az énekesnő művésznevében egyesek azóta különféle „titkos” utalásokat véltek felfedezni. Ezek szerint az „Amanda Lear" valójában az „A Man” (Egy férfi) és a „Dalí” kombinációja, más értelmezések szerint a „L'amant Dalí” (Dalí szeretője) eltorzításáról van szó.
- Egy időben szóba került, hogy film készül Amanda önéletrajzi regényéből. A díva fiatalkori énjét a német topmodell, Claudia Schiffer játszotta volna. A két sztár Amanda visszaemlékezései szerint egy étteremben találkozott. Claudia e szavakkal lelkendezett: „Imádtam a könyvedet, Amanda! Ki írta helyetted?” Az exdiszkókirálynő nem késlekedett a frappáns válasszal: „Magam írtam, drágám. És neked ki olvasta fel?” Ezek után a tervezett filmből persze nem lett semmi.
- Amikor Amanda a Secret Passion című nagylemez megjelenésének időszakában autóbaleset miatt kórházba került, a betegágyában nekifogott első regénye, a The Immortal megírásához.
- 2002 óta Amanda élettársa a nálánál bő 3 évtizeddel fiatalabb olasz színész és modell, Manuel Casella.
- 2004-ben egy Kinder Bueno-reklámhoz használták fel Amanda egyik slágerét, az Enigma (Give A Bit Of Mmh To Me) című dalt, amely ekkor ismét népszerűvé vált. Ugyanabban az évben Pedro Marin, spanyol énekes rockos feldolgozást készített az énekesnő Run Baby Run című dalából. (Az Amanda által énekelt eredeti felvétel és az Enigma egyaránt a Sweet Revenge című albumon szerepel.) A siker eredményeként elkészült egy tribute-album Diamonds – Pedro Marín Canta Amanda Lear címmel.
- Amanda egyik korai slágere, a Queen of Chinatown 2005-ös verzióját DJ Sterbinszky készítette, s ez a változat külföldön is ismertté vált.
- 2006 júliusában a francia kulturális miniszter, Renaud Donnedieu de Vabres a francia művészetekért végzett munkája elismeréseként a Chevalier Dans L'ordre National Des Arts Et Des Lettres elnevezésű díjjal tüntette ki Amandát, számos más művésszel egyetemben. A kitüntettek listáján az énekesnő „Amanda TAPP dite Amanda LEAR” megjelöléssel szerepel.
- Amanda Lear nagylemezei kb. 15 millió példányban keltek el az évek folyamán, míg kislemezei eladási példányszáma meghaladja a 25 milliót.
- Kevéssé közismert, hogy 1967 óta Amanda Lear több filmben játszott kisebb-nagyobb szerepeket. 2007-ben Oliviero Rising címmel készült egy újabb filmje, egy romantikus komédia.
- Amanda Lear szerepelt Alberto Rizzi Si muore solo da vivi (Csak az élők halnak meg) című 2020-ban készült játékfilmjében. A filmet az Olasz Intézet szervezésében, a rendező részvételével mutatták be Budapesten 2022. május 23-án az Uránia Filmszínházban.

## Ismertebb lemezei

### Kislemezek
- 1975 Trouble
- 1976 La Bagarre
- 1977 Blood and Honey
- 1977 Queen of Chinatown
- 1977 Tomorrow
- 1977 Lady In Black
- 1978 Follow Me
- 1978 Gold
- 1978 Run Baby Run
- 1978 Enigma (Give A Bit Of Mmh To Me)
- 1978 The Sphinx
- 1979 Fashion Pack
- 1979 Fabulous (Lover, Love Me)
- 1980 Diamonds
- 1980 Ho fatto l'amore con me
- 1980 Le Chat de Gouttière
- 1980 When
- 1980 Solomon Gundie
- 1981 Egal
- 1981 Nymphomania
- 1981 Love Amnesia
- 1981 Hollywood Is Just A Dream
- 1981 Red Tape
- 1982 Fever
- 1982 Incredibilmente Donna
- 1983 Love Your Body / Darkness and Light
- 1983 No Regrets
- 1984 Assassino
- 1984 Ritmo Salsa / Hotel Palace
- 1985 No Credit Card
- 1985 Women
- 1986 Les Femmes / She Wolf
- 1987 Wild Thing
- 1987 Aphrodisiac
- 1987 Follow Me ’87
- 1988 Thank You
- 1989 Tomorrow / Inch Allah ca va (feat. CCCP)
- 1989 Follow Me / Gold ’89
- 1989 Métamorphose
- 1990 L'école d'amour
- 1992 Fantasy
- 1995 Everytime You Touch
- 1995 Peep
- 1996 Angel Love
- 1998 Blood and Honey (remix)
- 2002 Beats of Love
- 2002 I Just Wanna Dance Again
- 2004 Martini Disease
- 2005 Paris by Night
- 2005 Copacabana
- 2006 Queen of Chinatown 2006

### Albumok
- 1977 I Am a Photograph
- 1978 Sweet Revenge
- 1979 Never Trust a Pretty Face
- 1980 Diamonds for Breakfast
- 1981 Incognito
- 1983 Tam Tam
- 1987 Secret Passion
- 1989 Uomini Più Uomini
- 1990 Tant qu'il y aura des hommes
- 1993 Cadavrexquis
- 1995 Alter Ego
- 1997 Alter Ego (új kiadás)
- 1997 Amanda Lear
- 1998 Back In Your Arms
- 1999 Amanda '98 – Follow Me Back in My Arms
- 2003 Tendance
- 2004 Love Boat
- 2005 Heart
- 2005 Paris by Night
- 2006 With Love
- 2007 With Love (német kiadás, bónuszfelvétel: Johnny)
- 2008 Amour Toujours (a With Love olasz kiadása, bónuszfelvételek: Queen of China-Town modern változatban, Tomorrow salsa változatban)
- 2008 My Baby Just Cares for Me (a With Love német újrakiadása)
- 2009 Brief Encounters (megjelenés: 2009. tavasz)
- 2012 I Don't Like Disco (megjelenés: 2012. január)
- 2014 My Happiness
- 2016 Let Me Entertain You

### CD válogatások
- 1989 Super 20
- 1990 Gold Series – Follow Me
- 1991 The Collection
- 1993 Je t'aime
- 1993 Telegramme
- 1995 Indovina Chi Sono
- 1997 Follow Me
- 1998 Queen Of Chinatown
- 2000 Follow Me – Back In My Arms
- 2003 Living Legend
- 2005 Forever Glam!
- 2006 The Sphinx – Das Beste aus den Jahren 1976–1983 (3 CD)
- 2007 Greatest Hits
- 2008 Disco Queen of the Wild 70's

## További információ
- A 86 éves Amanda Lear elképesztően dögös: így néz ki most a 70-es évek diszkókirálynője
- Hivatalos oldal
- Amanda Lear a Facebookon
- Amanda Lear a PORT.hu-n (magyarul)
- Amanda Lear az Internetes Szinkronadatbázisban (magyarul)
- Amanda Lear az Internet Movie Database-ben (angolul)
- Amanda Lear a Rotten Tomatoeson (angolul)
- Amanda Lear az AlloCiné weboldalán (franciául)
- Amanda Lear Profile. Famousfix.com. (Hozzáférés: 2023. augusztus 22.)